# Ivan Ivanović Jutronić
Ivan Ivanović Jutronić  (Sutivan, 6. prosinca 1854. − Antofagasta, Čile, 30. lipnja 1930.), čilski trgovac, javni djelatnik i iseljenički organizator iz rediva Hrvata.

## Životopis
Rodio se je u Sutivanu na otoku Braču. Po dolasku u Čile ime mu je kastiljanizirano u Juan Ivanovich. U Čileu spada među najpoznatije trgovce i javne djelatnika među hrvatskim iseljeništvom.
Bio je većinskim vlasnikom tvrtke, koja je nosila obiteljsko ime, a vodio ju se s bratom Petrom, Ivanovich Hermanos. Tvrtka je razgranala posao na dva kontinenta, pa su joj podružnice bile u Južnoj Americi i Europi. Prvi zarađeni novci bili su radi putnih troškova, a sa stečenim kapitalom osnovane su robne kuće, tvornice i hoteli.
Ivanović je osnovao Slavjansko pripomoćno društvo i još mnogo udruga hrvatskih iseljenika u Antofagasti.